# Масаев, Аслангери Яхьяевич
Аслангери Яхьяевич Масаев (5 мая 1920, с. Второй Лескен — 21 января 1945, Пётркув-Куявски) — гвардии лейтенант Рабоче-крестьянской Красной Армии, участник Великой Отечественной войны, Герой Советского Союза (1945).

## Биография
Аслангери Масаев родился 5 мая 1920 года в селе Второй Лескен (ныне — Лескенский район Кабардино-Балкарии). После окончания школы и педагогического училища работал в школе села Ерокко учителем истории, завучем. В 1942 году Масаев был призван на службу в Рабоче-крестьянскую Красную Армию. С июля того же года — на фронтах Великой Отечественной войны. Участвовал в битве за Кавказ, был тяжело ранен. В 1943 году Масаев окончил Харьковское танковое училище. К январю 1945 года гвардии лейтенант Аслангери Масаев командовал танковым взводом 1-го танкового батальона 50-й гвардейской танковой бригады (9-го гвардейского танкового корпуса, 2-й гвардейской танковой армии, 1-го Белорусского фронта). Отличился во время освобождения Польши.
В ходе Варшавско-Познанской операции Масаев лично уничтожил 11 артиллерийских орудий, 10 бронетранспортёров, 10 автомашин, 85 повозок, около батальона солдат и офицеров противника. Во время одной из разведок Масаев захватил 5 орудий, 12 пулемётов, 17 автомашин и взял в плен 750 немецких солдат и офицеров. 21 января 1945 года он погиб в бою. Первоначально был похоронен в деревне Пшибраново. В период 1945—1949 годов близлежащие захоронения были перенесены в Александрув-Куявский.

## Награды
Указом Президиума Верховного Совета СССР от 27 февраля 1945 года за «мужество и героизм, проявленные в боях по освобождению Польши» гвардии лейтенант Аслангери Масаев посмертно был удостоен высокого звания Героя Советского Союза. Также был награждён орденами Ленина и Красной Звезды, медалью.

## Память
В честь Масаева названы улицы в Нальчике, Нарткале и Ерокко, школы в Лескене Втором и Ерокко, установлен бюст в Ерокко.